# Zahrádka (zámek)
Zahrádka je zaniklý zámek ve stejnojmenné vesnici u Petrovic v okrese Příbram ve Středočeském kraji. Na místě starší tvrze jej ve druhé polovině osmnáctého století založil Jan Erazim Cukr z Tamfeldu. Zámek se zřítil v roce 2007 a z původního památkově chráněného areálu zůstal jen zdevastovaný park.

## Historie
Starším panským sídlem v Zahrádce bývala renesanční tvrz, jejíž zdivo bylo zakomponováno do budovy barokního zámku. První písemná zmínka o tvrzi pochází z roku 1365, kdy na ní sídlili bratři Vojslav a Diviš ze Zahrádky. Z následujících více než sta let s o tvrzi nedochovaly žádné zprávy. Další je až z roku 1497, kdy statek od Barbory z Jetřichovic koupili Jan z Orlova a Jan Hruška ze Strkova. Po smrti Janovy manželky Markéty z Pelhřimova v roce 1512 byl statek rozdělen. Polovinu vlastnili bratři Karlíkové z Nežetic, zatímco druhá připadla Kateřině z Pelhřimova, manželce Petra Halaše z Radimovic. Ta po roce 1524 získala i druhou polovinu. Václav Halaš z Radimovic v roce 1538 Zahrádku prodal Adamovi Zahrádeckému ze Zahrádky. Jeho následníky byli Jiljí Zahrádecký z Vlčí Hory se svými potomky, kterým statek patřil do roku 1609. Další majitelé se často střídali.
V polovině osmnáctého století Zahrádku získal Jan Erazim Cukr z Tamfeldu a nechal starou tvrz přestavět na barokní zámek. Po jeho smrti zámek zdědila vdova Markéta, rozená Malovcová. Mezi další majitele patřili Jan František Linker v roce 1787 nebo od roku 1841 Vojtěch Mladota ze Solopisk. Ve druhé polovině dvacátého století zámek sloužil potřebám státního statku. Neudržovaný zámek chátral, a v roce 2007 se zřítil.

## Stavební podoba
Jednopatrová zámecká budova měla dvě obdélná křídla a mansardovou střechu. Starší křídlo bylo pravděpodobně severní. Hlavní průčelí mělo čtyři okenní osy a u oken v patře se střídaly segmentové a úhlové frontony (edikuly). Ze střechy vybíhala drobná vížka. Fasády byly členěné lizénovými rámci. K západní a severní straně hospodářského dvora přiléhá torzo bývalého parku.